# Joyful Noise
Joyful Noise, (no Brasil: Canção de Fé) é um filme americano de 2012, que tem no elenco Queen Latifah (como Vi Rose Hill), Dolly Parton (como G.G. Sparrow), Keke Palmer (como Olivia Hill) e Jeremy Jordan (como Randy).

## Sinopse
Rose Hill (Queen Latifah) e G.G. Sparrow (Dolly Parton) moram na pequena cidade Pacashau, na Géorgia. As duas cantoras são rivais e cantam no coral da igreja local. Rose Hill passa a comandar o coral, e a rivalidade entre as duas cantoras aumenta ainda mais, porque ambas têm como sonho ganhar o concurso de coral. A jovem Randy (Jeremy Jordan) entra no coral com novas ideias e as duas rivais se unem para disputar o concurso juntas em busca de uma vitória.

## Elenco
- Queen Latifah como Vi Rose Hill
- Dolly Parton como G. G. Sparrow
- Keke Palmer como Olivia Hill
- Jeremy Jordan como Randy Garrity
- Dexter Darden como Walter Hill
- Courtney B. Vance como Pastor Dale
- Kris Kristofferson como Bernard Sparrow
- Angela Grovey como Earla Hughes
- Paul Woolfolk como Manny
- Francis Jue como Ang Hsu
- Jesse L. Martin como Marcus Hill
- Andy Karl como Caleb
- DeQuina Moore como Devonne
- Roy Huang como Justin
- Judd Lormand como Officer Darrel Lino
- Shameik Moore como Condutor do Coral de Nossa Senhora do Perpétuo Socorro
- Ivan Kelley Jr. como solista do Coral de Nossa Senhora do Perpétuo Socorro
- Kirk Franklin como Baylor Sykes
- Karen Peck como Apresentador